# Grupo Aeroportuario del Sureste
Grupo Aeroportuario del Sureste (ASUR) ist die erste Flughafenbetreiber-Gesellschaft in Mexiko die für den Betrieb inländischer Flughäfen im Südosten des Landes zuständig ist. 1997 wurde durch die mexikanische Regierung die Privatisierung des nationalen Flughafens Netzwerk beschlossen. Im November 1998 wurde ASUR gegründet. ASUR war auch die erste Gruppe in Mexiko und Lateinamerika die seit dem Jahre 2000 gleichzeitig an den Wertpapiermärkten von den USA (NYSE) und Mexiko (BMV) gehandelt wird.
Das Leistungsspektrum umfasst unter anderem: Instandhaltung und Ausbau der Flughafenliegenschaften, Koordinierung der Brennstoff, Miet-Hangars, Einkaufszentren, Ground Support Services und spezielle Dienstleistungen für Piloten und Passagiere.

## Flughäfen
| Flughafen                                        | Stadt        | Bundesstaat  | ICAO | IATA |
| ------------------------------------------------ | ------------ | ------------ | ---- | ---- |
| Aeropuerto Internacional de Cancún               | Cancún       | Quintana Roo | MMUN | CUN  |
| Aeropuerto Internacional de Cozumel              | Cozumel      | Quintana Roo | MMCZ | CZM  |
| Aeropuerto Internacional de Bahías de Huatulco   | Huatulco     | Oaxaca       | MMBT | HUX  |
| Aeropuerto Internacional Manuel Crescencio Rejón | Mérida       | Yucatán      | MMMD | MID  |
| Aeropuerto Internacional de Minatitlán           | Minatitlán   | Veracruz     | MMMT | MTT  |
| Aeropuerto Internacional Xoxocotlán              | Oaxaca       | Oaxaca       | MMOX | OAX  |
| Aeropuerto Internacional de Tapachula            | Tapachula    | Chiapas      | MMTP | TAP  |
| Aeropuerto Internacional General Heriberto Jara  | Veracruz     | Veracruz     | MMVR | VER  |
| Aeropuerto Internacional Carlos Rovirosa Pérez   | Villahermosa | Tabasco      | MMVA | VSA  |